# تپه ماشکان (هزاره اول پیش از میلاد)
تپه ماشکان مربوط به هزاره اول (پیش از میلاد) است و در شهرستان پیرانشهر، بخش لاجان، دهستان لاهیجان غربی، روستای ماشکان واقع شده است. این اثر در تاریخ ۳۰ دی ۱۳۸۵ با شمارهٔ ثبت ۱۶۸۶۰ به عنوان یکی از آثار ملی ایران به ثبت رسیده است.